# Herbert Schickedanz

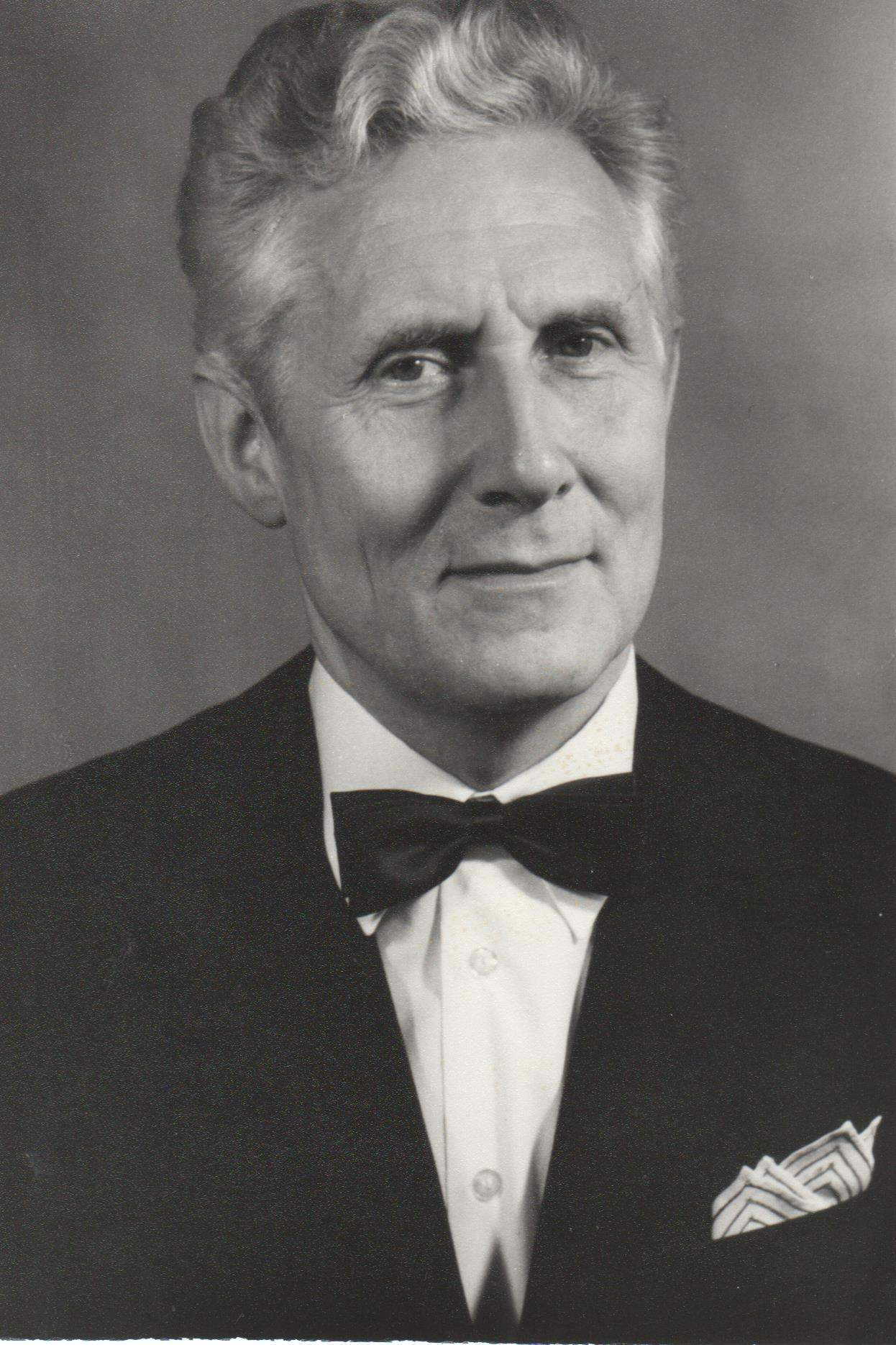
Herbert Schickedanz, 1988

Kurt Herbert Schickedanz  (* 20. September 1928 in Schillen-Wilkawischken, Kreis Tilsit-Ragnit, Ostpreußen, † Frühjahr 2019) war ein deutscher Chirurg und Kinderchirurg.

## Leben und Wirken
Herbert Schickedanz wurde als Sohn eines Maschinenbaumeisters in Schillen-Wilkawischken geboren. Dort besuchte er bis zur Evakuierung im Oktober 1944 die Volks- und Mittelschule. Von der Segelfliegerschule in Rossitten auf der Kurischen Nehrung kam er als 16-Jähriger zum Volkssturm. Der Beginn der sowjetischen Offensive auf Ostpreußen am 15. Januar 1945 führte ihn über Königsberg nach Danzig. Weitere Stationen waren Kopenhagen, Flensburg, Hamburg und schließlich Büchen. Hier erlebte er die Kapitulation. Seine Vorstellung, in die Heimat zurückkehren zu können, erwies sich als Irrtum. Von sowjetischer Militärpolizei in Stralsund verhaftet, geriet er in Gefangenschaft, aus der er im August 1945 entlassen wurde (Rüdersdorf bei Berlin). Auch der zweite Versuch, nach Ostpreußen zurückzukehren, scheiterte. Anschließend war er fünf Jahre in der Landwirtschaft tätig (Henningen-Hestedt, Altmark). Danach begann ab 1950 sein wissenschaftlich bestimmter Lebensabschnitt.
1953 legte er in Halle (Saale) das Abitur ab. Von 1953 bis 1958 studierte er zusammen mit seiner Ehefrau, einer späteren Kinder- und Jugendärztin, an den Universitäten Jena und Greifswald Medizin. Er verweigerte den Beitritt zur Nationalen Volksarmee und wurde daher in Greifswald exmatrikuliert. So kehrte er zum Herbstsemester 1956/57 an die Universität Jena zurück, wo er 1958 das Staatsexamen ablegte. 1961 wurde er promoviert und 1969 habilitiert. Die Chirurgische Klinik der Universität Jena wurde seine Weiterbildungs- und Arbeitsstätte. Hier erhielt er 1977 den ersten Lehrstuhl für Kinderchirurgie der Universität Jena und 1990 das Direktorat der Kinderchirurgischen Klinik.
Die Chirurgische Abteilung des Landeskrankenhauses Jena hatte 1914 einen Neubau mit 400 Betten erhalten. Darin befanden sich anfangs zwei chirurgische Kinderstationen mit insgesamt 50 Betten, die 1965 zu einer Station zusammengeführt und 1968 von Herbert Schickedanz, Facharzt für Chirurgie und Kinderchirurgie, übernommen wurde. 1973 erhielt die Station innerhalb der Klinik den Abteilungsstatus. 1977 wurde der Lehrstuhl für Kinderchirurgie eingerichtet und Herbert Schickedanz Lehrstuhlinhaber. Die von vornherein auch auf Kinder ausgerichtete Struktur der Jenenser Chirurgischen Klinik hatte in gewissem Sinn die spätere kinderchirurgische Formatierung vorweggenommen. Als sich in den 1950er-Jahren die Kinderchirurgie in Deutschland zu entwickeln begann, wurde 1957 an der Klinik erstmals ein Neugeborenes mit einem angeborenen Speiseröhrenverschluss erfolgreich operiert, was fortan häufig erfolgreich wiederholt werden konnte.
Zwei Jahre lang stand Herbert Schickedanz der Arbeitsgemeinschaft Traumatologie des Kindesalters vor. Er richtete im Auftrag der Gesellschaft für Kinderchirurgie der DDR in Jena mehrere Symposien und sogenannte Konsultationstreffen sowie 1986 in Gera den XII. Kongress der Gesellschaft für Kinderchirurgie aus. Er war ständiges Mitglied der Zentralen Prüfungskommission für Kinderchirurgie und ab 1990 Vorsitzender der Prüfungskommission an der Akademie für Ärztliche Fortbildung der Landesärztekammer Thüringen. Er ist Ehrenmitglied der Thüringischen Gesellschaft für Chirurgie.
Zum Ende des Sommersemesters 1995 übergab er 67-jährig sein Amt als Direktor der Klinik für Kinderchirurgie der Universität Jena und das Ordinariat an den neu berufenen Lehrstuhlinhaber Felix Schier. Die von Herbert Schickedanz zum Abschluss gebrachten akademischen Graduierungen beziffern sich auf 50 Diplomarbeiten, 46 Dissertationen und 4 Habilitationen.

## Forschungsgebiete (Auswahl)
- Pathophysiologie des kleinen Kreislaufs bei chirurgischen Erkrankungen der Lunge
- Zur Abhängigkeit der Lungenemboliehäufigkeit von meteorologischen Faktoren (Eine über 50 Jahre gehende Langzeituntersuchung)
- Thermische Verletzungen im Kindesalter
- Resorptionsstörungen nach ausgedehnten Darmresektionen
- Peritonitis und Ileusprophylaxe

## Schriften (Auswahl)
- Zur Einwirkung lungenverkleinernder Operationen auf Herz, Kreislauf und Restlunge. Dissertation. Jena 1961.
- Der Blutdruck im kleinen Kreislauf bei chirurgischen Erkrankungen der Lunge und seine Bedeutung für die Pathophysiologie der Resektionsbehandlung. Habilitation. Jena 1969.
- Das Schädel-Hirn-Trauma im Kindesalter. VI. Symposion mit internationaler Beteiligung der Sektion Kinderchirurgie der Gesellschaft für Chirurgie der DDR am 30.9. und 1.10.1976 in Jena. In: Wissenschaftliche Beiträge der Friedrich-Schiller-Universität. 1977, Band 2.
- Zur Operationssterblichkeit in der Kinderchirurgie. Eine über 40 Jahre gehende Analyse. In: der kinderarzt. 16. Jhrg., 1985, S. 801–805.
- Hodenhochstand – Fertilitätsprognose-Karzinomrisiko. In: pädiat. prax. 34. Jhrg., 1987, S. 649–653.
- Splenektomie bei Kindern – Folgen und Konsequenzen. In: Pädiatr. Grenzgeb. 27. Jhrg., 1988, S. 37–44.
- Die multiple endokrine Neoplasie des Typs IIB. In: Zschr. Kinderchir. 44. Jhrg., 1989, S. 181–185.
- Die operierte Ösophagusatresie – Anatomische und funktionelle Aspekte. In: Zentralb. Chir. 115. Jhrg., 1990, S. 1219–1228.

458 Publikationen – in Zeitschriften, Buchbeiträgen, Sammelbänden, Kongressberichten, Buchrezensionen – 480 Vorträge auf Kongressen, Symposien und Weiterbildungsveranstaltungen. 